# گریگور ماگیستروس
گریگور ماگیستروس (ارمنی: Գրիգոր Մագիստրոս؛ ۹۹۰ – ۱۰۵۸) نویسنده و فیلسوف اهل ارمنستان بود.

## زندگی
وی در ۹۹۰ میلادی در بجنی به دنیا آمد و در سال ۱۰۵۸ میلادی در سن بین ۶۷ تا ۶۸ سالگی درگذشت.